# Pseudinca burgeoni
Pseudinca burgeoni är en skalbaggsart som beskrevs av Valck Lucassen 1933. Pseudinca burgeoni ingår i släktet Pseudinca och familjen Cetoniidae. Inga underarter finns listade i Catalogue of Life.